# Бої за Ярцево
Бої за Ярцево є частиною Смоленської битви, відбувалися у місцевості навколо міста Ярцево, що за 60 км від Смоленська на річці Вопь.

## Передумови
Чисельність сил Західного фронту німецьке керівництво оцінювало в не більше як 11 боєздатних дивізій, для їх ліквідації було кинуто 29 піхотних, танкових, моторизованих, кавалерійська дивізії Вермахту, понад 1000 літаків. 10 липня сили Третього Рейху здійснюють удар на радянські війська під Смоленськом. У запеклих боях 15 липня радянські війська вибиті з південної частини Смоленська, 16 липня нацисти зайняли місто.

## Плани та бої
Для зупинення просування німецьких військ, що рухалися по шосе Мінськ — Ярцево — Москва, Ставка Верховного Головнокомандування та керівництво Західного фронту терміново формують «групу генерала Рокосовського». Цим силам відводилося закріпитися на східному березі річки Вопь та не допустити просування німецьких сил на Москву.
Ще на початку липня було сформовано Ярцевський винищувальний батальйон, він із полком, що на знаходився на правому березі Вопі, 16 липня прийняв перший бій. До складу 64-ї стрілецької дивізії увійшли 4129 ярцівських призовників (27 вересня 1941 дивізія за мужність та героїзм переформатована в 7-му гвардійську стрілецьку дивізію. Того дня танкова група Германа Гота — 7-ма танкова дивізія — правим крилом вийшла на бетоноване шосе Смоленськ — Москва; командування Західного фронту — Семен Тимошенко, Микола Булганін та Пантелеймон Пономаренко вранці повідомляють Ставці, що підготовлених військ в достатній кількості для прикриття Ярцева нема.
Бої велися по лінії Холм-Жирковський — Ярцево — Єльня. 19 липня сили Рокосовського змогли вибити нацистів із Ярцевого. 20 липня Франц Гальдер констатував, що радянським силам вдалося стабілізувати лінію фронту та зробити кілька вклинень.
До вечора 22 липня німецькі сили після потужного бомбардування витіснили радянські 38-му стрілецьку та 101-шу танкову дивізії із Ярцева, однак далі просунутися не змогли. 26 липня радянські війська знову вибили німців із Ярцева, станом на вечір 27-го німецькі сили почали окопуватися по берегах річок Вопь і Дніпро. 30 липня німецькі війська на московському напрямі переходять до оборони, 12 серпня здійснюють невдалу спробу наступу.

## Результати
Радянський опір припинився 5 жовтня 1941-го, стримавши наступ німецьких військ у напрямі Москви на 81 день. По радянським оцінкам німецькі втрати склали 100000 убитими й пораненими та 150 танків.